# Jemnice (nádraží)
Jemnice je dopravna D3 (někdejší železniční stanice) v jihovýchodní části stejnojmenného města v okrese Třebíč v Kraji Vysočina, nedaleko říčky Želetavky. Leží na neelektrizované jednokolejné železniční trati Moravské Budějovice – Jemnice. Přibližně 100 metrů západně je umístěno městské autobusové nádraží.

## Historie
9. listopadu 1896 otevřela společnost Místní dráha Moravské Budějovice-Jemnice trať z Moravských Budějovic, kudy od roku 1871 procházela trať společnosti Rakouská severozápadní dráha (ÖNWB, společnost zajišťovala dopravu po trati) spojující primárně Vídeň a Berlín. Nově postavené nádraží v Jemnici zde vzniklo jako koncová stanice, dle typizovaného stavebního vzoru.
Trať byla přitom jen malým úsekem plánované rozsáhlejší železniční sítě na jihozápadní Moravě, zbylé části však nebyly nikdy dokončeny. Původním záměrem bylo propojení Rakouské severozápadní dráhy a Dráhy císaře Františka Josefa (KFJB), a to v trase Moravské Budějovice - Jemnice - Slavonice - Nová Bystřice - Třeboň se dvěma plánovanými odbočkami (Slavonice - Dačice - Telč - Kostelec u Jihlavy a Slavonice - Waidhofen - Schwarzenau).
Provoz na trati zajišťovaly od zahájení Císařsko-královské státní dráhy (kkStB), po roce 1918 Československé státní dráhy (ČSD), místní dráha byla zestátněna roku 1925.
V roce 2020 byla stanice rekonstruována, byla opravena střecha.

## Popis
Nachází se zde jedno nekryté jednostranné nástupiště, k příchodu k vlakům slouží přechody přes koleje.